# 5. etape af Vuelta a España 2021
5. etape af Vuelta a España 2021 er en 184,4 km lang flad etape, som køres den 18. august 2021 med start i Tarancón og mål i Albacete.

## Resultater

### Etaperesultat
| \| Etaperesultat \| Etaperesultat \| Etaperesultat \| Etaperesultat \| Etaperesultat \| \| Rytter \| Rytter \| Hold \| Tid \| \| \| ------------- \| --------------------------- \| ---------------------------------- \| ------------- \| ------------- \| \| 1. \| Jasper Philipsen \| Alpecin-Fenix \| 4t 24' 41" \| \| \| 2. \| Fabio Jakobsen \| Deceuninck-Quick Step \| + 0" \| \| \| 3. \| Alberto Dainese \| Team DSM \| + 0" \| \| \| 4. \| Sebastián Molano \| UAE Team Emirates \| + 0" \| \| \| 5. \| Piet Allegaert \| Cofidis \| + 0" \| \| \| 6. \| Jon Aberasturi \| Caja Rural-Seguros RGA \| + 0" \| \| \| 7. \| Jordi Meeus \| Bora-Hansgrohe \| + 0" \| \| \| 8. \| Riccardo Minali \| Intermarché-Wanty-Gobert Matériaux \| + 0" \| \| \| 9. \| Reinardt Janse van Rensburg \| Qhubeka NextHash \| + 0" \| \| \| 10. \| Arnaud Démare \| Groupama-FDJ \| + 0" \| \| |                             |                                    |            |
| |                             |                                    |            |
| Kilde: ProCyclingStats |                             |                                    |            |
| Etaperesultat |                             |                                    |            |
| Rytter | Rytter                      | Hold                               | Tid        |
| 1. | Jasper Philipsen            | Alpecin-Fenix                      | 4t 24' 41" |
| 2. | Fabio Jakobsen              | Deceuninck-Quick Step              | + 0"       |
| 3. | Alberto Dainese             | Team DSM                           | + 0"       |
| 4. | Sebastián Molano            | UAE Team Emirates                  | + 0"       |
| 5. | Piet Allegaert              | Cofidis                            | + 0"       |
| 6. | Jon Aberasturi              | Caja Rural-Seguros RGA             | + 0"       |
| 7. | Jordi Meeus                 | Bora-Hansgrohe                     | + 0"       |
| 8. | Riccardo Minali             | Intermarché-Wanty-Gobert Matériaux | + 0"       |
| 9. | Reinardt Janse van Rensburg | Qhubeka NextHash                   | + 0"       |
| 10. | Arnaud Démare               | Groupama-FDJ                       | + 0"       |

### Klassement efter etapen
| \| Samlede stilling \| Samlede stilling \| Samlede stilling \| Samlede stilling \| Samlede stilling \| \| Rytter \| Rytter \| Hold \| Tid \| \| \| ---------------- \| ------------------ \| ------------------ \| ---------------- \| ---------------- \| \| 1. \| Kenny Elissonde \| Trek-Segafredo \| 17t 33' 57" \| \| \| 2. \| Primož Roglič \| Jumbo-Visma \| + 5" \| \| \| 3. \| Lilian Calmejane \| AG2R Citroën Team \| + 10" \| \| \| 4. \| Enric Mas \| Movistar Team \| + 20" \| \| \| 5. \| Miguel Ángel López \| Movistar Team \| + 26" \| \| \| 6. \| Alejandro Valverde \| Movistar Team \| + 32" \| \| \| 7. \| Giulio Ciccone \| Trek-Segafredo \| + 32" \| \| \| 8. \| Egan Bernal \| Ineos Grenadiers \| + 32" \| \| \| 9. \| Mikel Landa \| Bahrain Victorious \| + 44" \| \| \| 10. \| Gino Mäder \| Bahrain Victorious \| + 45" \| \| |                    |                    |             |
| |                    |                    |             |
| Kilde: ProCyclingStats |                    |                    |             |
| Samlede stilling |                    |                    |             |
| Rytter | Rytter             | Hold               | Tid         |
| 1. | Kenny Elissonde    | Trek-Segafredo     | 17t 33' 57" |
| 2. | Primož Roglič      | Jumbo-Visma        | + 5"        |
| 3. | Lilian Calmejane   | AG2R Citroën Team  | + 10"       |
| 4. | Enric Mas          | Movistar Team      | + 20"       |
| 5. | Miguel Ángel López | Movistar Team      | + 26"       |
| 6. | Alejandro Valverde | Movistar Team      | + 32"       |
| 7. | Giulio Ciccone     | Trek-Segafredo     | + 32"       |
| 8. | Egan Bernal        | Ineos Grenadiers   | + 32"       |
| 9. | Mikel Landa        | Bahrain Victorious | + 44"       |
| 10. | Gino Mäder         | Bahrain Victorious | + 45"       |

| Pointkonkurrence | Pointkonkurrence | Pointkonkurrence                   | Pointkonkurrence | Pointkonkurrence |
| Rytter           | Rytter           | Hold                               | Point            |                  |
| ---------------- | ---------------- | ---------------------------------- | ---------------- | ---------------- |
| 1.               | Jasper Philipsen | Alpecin-Fenix                      | 131 point        |                  |
| 2.               | Fabio Jakobsen   | Deceuninck-Quick Step              | 130 point        |                  |
| 3.               | Arnaud Démare    | Groupama-FDJ                       | 50 point         |                  |
| 4.               | Alex Aranburu    | Astana-Premier Tech                | 50 point         |                  |
| 5.               | Michael Matthews | BikeExchange                       | 43 point         |                  |
| 6.               | Alberto Dainese  | Team DSM                           | 43 point         |                  |
| 7.               | Piet Allegaert   | Cofidis                            | 37 point         |                  |
| 8.               | Sebastián Molano | UAE Team Emirates                  | 36 point         |                  |
| 9.               | Rein Taaramäe    | Intermarché-Wanty-Gobert Matériaux | 33 point         |                  |
| 10.              | Jon Aberasturi   | Caja Rural-Seguros RGA             | 32 point         |                  |

| Pointkonkurrence | Pointkonkurrence | Pointkonkurrence                   | Pointkonkurrence | Pointkonkurrence |
| Rytter           | Rytter           | Hold                               | Point            |                  |
| ---------------- | ---------------- | ---------------------------------- | ---------------- | ---------------- |
| 1.               | Jasper Philipsen | Alpecin-Fenix                      | 131 point        |                  |
| 2.               | Fabio Jakobsen   | Deceuninck-Quick Step              | 130 point        |                  |
| 3.               | Arnaud Démare    | Groupama-FDJ                       | 50 point         |                  |
| 4.               | Alex Aranburu    | Astana-Premier Tech                | 50 point         |                  |
| 5.               | Michael Matthews | BikeExchange                       | 43 point         |                  |
| 6.               | Alberto Dainese  | Team DSM                           | 43 point         |                  |
| 7.               | Piet Allegaert   | Cofidis                            | 37 point         |                  |
| 8.               | Sebastián Molano | UAE Team Emirates                  | 36 point         |                  |
| 9.               | Rein Taaramäe    | Intermarché-Wanty-Gobert Matériaux | 33 point         |                  |
| 10.              | Jon Aberasturi   | Caja Rural-Seguros RGA             | 32 point         |                  |

| Bjergkonkurrence | Bjergkonkurrence   | Bjergkonkurrence                   | Bjergkonkurrence | Bjergkonkurrence |
| Rytter           | Rytter             | Hold                               | Point            |                  |
| ---------------- | ------------------ | ---------------------------------- | ---------------- | ---------------- |
| 1.               | Rein Taaramäe      | Intermarché-Wanty-Gobert Matériaux | 10 point         |                  |
| 2.               | Kenny Elissonde    | Trek-Segafredo                     | 7 point          |                  |
| 3.               | Joe Dombrowski     | UAE Team Emirates                  | 6 point          |                  |
| 4.               | Tobias Bayer       | Alpecin-Fenix                      | 5 point          |                  |
| 5.               | Sepp Kuss          | Jumbo-Visma                        | 3 point          |                  |
| 6.               | Lilian Calmejane   | AG2R Citroën Team                  | 3 point          |                  |
| 7.               | Antonio Jesús Soto | Euskaltel-Euskadi                  | 3 point          |                  |
| 8.               | Sep Vanmarcke      | Israel Start-Up Nation             | 2 point          |                  |
| 9.               | Enric Mas          | Movistar Team                      | 1 point          |                  |
| 10.              | Rui Oliveira       | UAE Team Emirates                  | 1 point          |                  |

| Bjergkonkurrence | Bjergkonkurrence   | Bjergkonkurrence                   | Bjergkonkurrence | Bjergkonkurrence |
| Rytter           | Rytter             | Hold                               | Point            |                  |
| ---------------- | ------------------ | ---------------------------------- | ---------------- | ---------------- |
| 1.               | Rein Taaramäe      | Intermarché-Wanty-Gobert Matériaux | 10 point         |                  |
| 2.               | Kenny Elissonde    | Trek-Segafredo                     | 7 point          |                  |
| 3.               | Joe Dombrowski     | UAE Team Emirates                  | 6 point          |                  |
| 4.               | Tobias Bayer       | Alpecin-Fenix                      | 5 point          |                  |
| 5.               | Sepp Kuss          | Jumbo-Visma                        | 3 point          |                  |
| 6.               | Lilian Calmejane   | AG2R Citroën Team                  | 3 point          |                  |
| 7.               | Antonio Jesús Soto | Euskaltel-Euskadi                  | 3 point          |                  |
| 8.               | Sep Vanmarcke      | Israel Start-Up Nation             | 2 point          |                  |
| 9.               | Enric Mas          | Movistar Team                      | 1 point          |                  |
| 10.              | Rui Oliveira       | UAE Team Emirates                  | 1 point          |                  |

| Ungdomskonkurrence | Ungdomskonkurrence       | Ungdomskonkurrence     | Ungdomskonkurrence | Ungdomskonkurrence |
| Rytter             | Rytter                   | Hold                   | Tid                |                    |
| ------------------ | ------------------------ | ---------------------- | ------------------ | ------------------ |
| 1.                 | Egan Bernal              | Ineos Grenadiers       | 17t 34' 29"        |                    |
| 2.                 | Gino Mäder               | Bahrain Victorious     | + 13"              |                    |
| 3.                 | Aleksandr Vlasov         | Astana-Premier Tech    | + 16"              |                    |
| 4.                 | Juan Pedro López         | Trek-Segafredo         | + 59"              |                    |
| 5.                 | Simon Carr               | EF Education-Nippo     | + 1' 02"           |                    |
| 6.                 | Tobias Bayer             | Alpecin-Fenix          | + 1' 12"           |                    |
| 7.                 | Mark Padun               | Bahrain Victorious     | + 1' 13"           |                    |
| 8.                 | Jefferson Alveiro Cepeda | Caja Rural-Seguros RGA | + 1' 41"           |                    |
| 9.                 | Clément Champoussin      | AG2R Citroën Team      | + 1' 44"           |                    |
| 10.                | Gotzon Martín            | Euskaltel-Euskadi      | + 2' 05"           |                    |

| Ungdomskonkurrence | Ungdomskonkurrence       | Ungdomskonkurrence     | Ungdomskonkurrence | Ungdomskonkurrence |
| Rytter             | Rytter                   | Hold                   | Tid                |                    |
| ------------------ | ------------------------ | ---------------------- | ------------------ | ------------------ |
| 1.                 | Egan Bernal              | Ineos Grenadiers       | 17t 34' 29"        |                    |
| 2.                 | Gino Mäder               | Bahrain Victorious     | + 13"              |                    |
| 3.                 | Aleksandr Vlasov         | Astana-Premier Tech    | + 16"              |                    |
| 4.                 | Juan Pedro López         | Trek-Segafredo         | + 59"              |                    |
| 5.                 | Simon Carr               | EF Education-Nippo     | + 1' 02"           |                    |
| 6.                 | Tobias Bayer             | Alpecin-Fenix          | + 1' 12"           |                    |
| 7.                 | Mark Padun               | Bahrain Victorious     | + 1' 13"           |                    |
| 8.                 | Jefferson Alveiro Cepeda | Caja Rural-Seguros RGA | + 1' 41"           |                    |
| 9.                 | Clément Champoussin      | AG2R Citroën Team      | + 1' 44"           |                    |
| 10.                | Gotzon Martín            | Euskaltel-Euskadi      | + 2' 05"           |                    |

| Holdkonkurrence | Holdkonkurrence                    | Holdkonkurrence | Holdkonkurrence |
| Hold            | Hold                               | Tid             |                 |
| --------------- | ---------------------------------- | --------------- | --------------- |
| 1.              | UAE Team Emirates                  | 52t 42' 44"     |                 |
| 2.              | Movistar Team                      | + 22"           |                 |
| 3.              | Bahrain Victorious                 | + 50"           |                 |
| 4.              | Trek-Segafredo                     | + 1' 14"        |                 |
| 5.              | Ineos Grenadiers                   | + 1' 15"        |                 |
| 6.              | Intermarché-Wanty-Gobert Matériaux | + 2' 26"        |                 |
| 7.              | AG2R Citroën Team                  | + 2' 33"        |                 |
| 8.              | EF Education-Nippo                 | + 3' 35"        |                 |
| 9.              | Jumbo-Visma                        | + 3' 49"        |                 |
| 10.             | Euskaltel-Euskadi                  | + 4' 01"        |                 |

| Holdkonkurrence | Holdkonkurrence                    | Holdkonkurrence | Holdkonkurrence |
| Hold            | Hold                               | Tid             |                 |
| --------------- | ---------------------------------- | --------------- | --------------- |
| 1.              | UAE Team Emirates                  | 52t 42' 44"     |                 |
| 2.              | Movistar Team                      | + 22"           |                 |
| 3.              | Bahrain Victorious                 | + 50"           |                 |
| 4.              | Trek-Segafredo                     | + 1' 14"        |                 |
| 5.              | Ineos Grenadiers                   | + 1' 15"        |                 |
| 6.              | Intermarché-Wanty-Gobert Matériaux | + 2' 26"        |                 |
| 7.              | AG2R Citroën Team                  | + 2' 33"        |                 |
| 8.              | EF Education-Nippo                 | + 3' 35"        |                 |
| 9.              | Jumbo-Visma                        | + 3' 49"        |                 |
| 10.             | Euskaltel-Euskadi                  | + 4' 01"        |                 |